# Vejerslev Kirke (Favrskov Kommune)
 For alternative betydninger, se Vejerslev Kirke. (Se også artikler, som begynder med Vejerslev Kirke)
Vejerslev Kirke er en kirke i Vejerslev Sogn i det tidligere Houlbjerg Herred, Viborg Amt, nu Favrskov Kommune. Kirkens nuværende udformning vidner om store forandringer. I en kilde fra 1203 nævnes et kloster i Vejerslev, men der omtales ikke hvilken orden og beliggenhed. Det er muligt, at Vejerslev Kirke har haft forbindelse til dette kloster. Skibets vestparti er opført af jernal over en uregelmæssig sokkel, vestgavlen har haft lisendekoration, som gik tabt ved en restaurering i 1875. Den blændede norddør er bevaret med falset buestik, der hviler på profilerede kragsten. Formodentlig har denne bygningsdel været sognets kirke og haft kor. I romansk tid, formodentlig i anden halvdel af 1100-tallet, er kirkens østparti blevet nedrevet og erstattet med det nuværende langhuskor og korsarme, muligvis er dette sket i forbindelse med, at kirken er blevet klosterkirke.
Det nuværende kor og korsarmene har haft apsider, som nu er forsvundet, den søndre korsarm er ligeledes forsvundet. I 1854 blev skibets sydside skalmuret med røde mursten. I 1875 blev kirken hårdhændet restaureret, ved den lejlighed opsattes tagrytteren over skibets vestende. I den tilmurede syddør står en runesten der i 1836 blev fundet i kirkediget. Indskriften siger: "Iver huggede disse runer over sin broder Skalmi".
I sengotisk tid fik østfaget indbygget krydshvælv, det gamle skib beholdt sit flade bjælkeloft. I kirken ses bygningselementer fra den oprindelige kirke indsat i murværket. I vestfagets nordøsthjørne ses en kragsten, som formodentlig har været kragsten i den romanske korbue. De oprindelige døre står som indvendige nicher, i norddørens niche er indsat en sten med båndfletning i syddørens niche er indsat en profileret kragsten, som formodentlig stammer fra den oprindelige korbue. I nordkapellets hvælvkapper ses kalkmalede bogstaver og dekorationer fra omkring 1500. Altertavlen er et billedskærerarbejde fra 1595, i storfeltet ses et maleri af Poul Steffensen, som var født i Vejerslev. Prædikestolen er fra 1717.
Døbefonten har ringkædebort og palmetter på kummen. Fontefoden er firkantet og har relieffer på siderne. Her ses en liggende mand med skjold og sværd, han vender sig mod en angribende panter som vender hovedet bagud mod to løver omkring livets træ. På den fjerde side ses et plantemotiv. På hjørnerne ses ansigter. Fontekummen blev fundet i et stendige ved fattiggården omkring 1900, den var slået i flere stykker og måtte sættes sammen med cement. Fontefoden stod i præstegårdshaven i 1869, her tegnede Magnus Petersen den. En font eller et vievandskar fra Vejerslev Kirke findes nu i Skorup Kirke (Gjern Herred).

## Eksterne kilder og henvisninger
- Wikimedia Commons har flere filer relateret til Vejerslev Kirke (Favrskov Kommune)
- Vejerslev Kirke Arkiveret 31. januar 2011 hos  Wayback Machine hos nordenskirker.dk
- Vejerslev Kirke i Den Store Danske på Lex.dk
- Vejerslev Kirke hos KortTilKirken.dk